# Yehualye Beletew
Yehualye Beletew est une athlète éthiopienne spécialiste de la marche athlétique née le 31 juillet 1998. Elle est championne d'Afrique du 20 km marche.

## Palmarès
| Date | Compétition                    | Lieu         | Résultat | Épreuve         | Temps           |
| ---- | ------------------------------ | ------------ | -------- | --------------- | --------------- |
| 2014 | Championnats d'Afrique         | Marrakech    | 5e       | 20 km marche    | 1 h 47 min 33 s |
| 2015 | Championnats d'Afrique juniors | Addis-Abeba  | 1re      | 5000 m marche   | 24 min 49 s 11  |
| 2016 | Championnats d'Afrique         | Durban       | 2e       | 20 km marche    | 1 h 31 min 58 s |
| 2016 | Championnats du monde juniors  | Bydgoszcz    | 3e       | 10 000 m marche | 45 min 33 s 69  |
| 2017 | Championnats d'Afrique juniors | Tlemcen      | 2e       | 10 000 m marche | 52 min 15 s 14  |
| 2018 | Championnats d'Afrique         | Asaba        | 1re      | 20 km marche    | 1 h 31 min 46 s |
| 2019 | Jeux africains                 | Rabat        | 3e       | 20 km marche    | 1 h 35 min 21 s |
| 2021 | Jeux olympiques                | Tokyo        | —        | 20 km marche    | DNF             |
| 2022 | Championnats d'Afrique         | Saint-Pierre | 2e       | 20 km marche    | 1 h 35 min 48 s |

## Records
| Épreuve                 | Performance            | Lieu        | Date          |
| ----------------------- | ---------------------- | ----------- | ------------- |
| 5 000 m marche (piste)  | 24 min 49 s 11         | Addis-Abeba | 7 mars 2015   |
| 10 000 m marche (piste) | 44 min 49 s 0 (NR)     | Addis-Abeba | 11 avril 2021 |
| 20 000 m marche (piste) | 1 h 32 min 39 s 7 (AR) | Addis-Abeba | 21 mai 2017   |
| 20 km marche            | 1 h 31 min 32 s (NR)   | Alytus      | 11 juin 2021  |